# João Tomás
João Tomás (ur. 27 maja 1975 roku w Oliveira do Bairro) – portugalski piłkarz występujący na pozycji napastnika. Obecnie gra w klubie Rio Ave.

## Kariera klubowa
João Tomás zawodową karierę rozpoczynał w 1993 roku w zespole Anadia FC. Następnie przeniósł się do Académiki Coimbra, w barwach której najpierw występował w rozgrywkach drugiej ligi, a następnie w ekstraklasie. W rundzie jesiennej sezonu 1999/2000 Tomás w 17 meczach strzelił 19 goli, czym zyskał zainteresowanie Benfiki Lizbona. Ostatecznie podpisał z nią kontrakt w zimowym okienku transferowym. W sezonie 2000/2001 portugalski napastnik zagrał w 31 spotkaniach, w których 17 razy udało mu się wpisać na listę strzelców.
W kolejnych rozgrywkach João Tomás dla "Orłów" zaliczył tylko jeden występ, po czym przeniósł się do Realu Betis. Dla zespołu "Béticos" w sezonie 2001/2002 uzyskał 7 bramek, a hiszpański klub zajął szóste miejsce w tabeli Primera División. Latem 2003 roku João Tomás powrócił do kraju, gdzie na zasadzie wypożyczenia zasilił Vitórię Guimarães. Kolejny sezon Portugalczyk spędził już w Sportingu Braga, z którym dwa razy z rzędu zajmował czwarte miejsce w rozgrywkach BWIN Ligi. W obu tych sezonach dla drużyny "Os Arsenalistas" zdobył po 15 goli.
W 2006 roku Portugalczyk wyjechał do Kataru, gdzie reprezentował kolejno barwy Al-Arabi oraz Ar-Rajjan, dla których uzyskał po 8 trafień. Sezon 2007/2008 Tomás znów rozpoczął jako zawodnik SC Braga, natomiast po zakończeniu ligowych rozgrywek odszedł do Boavisty Porto. Dla nowego klubu w 28 ligowych spotkaniach strzelił 12 bramek, jednak Boavista zajęła przedostatnie miejsce w tabeli Liga de Honra i spadła do trzeciej ligi.
W letnim okienku transferowym w 2009 roku Tomás odszedł do Rio Ave i stał się jego podstawowym zawodnikiem.

## Kariera reprezentacyjna
W reprezentacji Portugalii João Tomás zadebiutował 15 listopada 2000 roku w wygranym 2:1 pojedynku przeciwko Izraelowi. Po ponad pięcioletniej przerwie w występach w drużynie narodowej, Tomás powrócił do kadry 22 maja 2007 roku, kiedy to dostał powołanie od Luiza Felipe Scolariego. 5 czerwca Portugalczyk zdobył bramkę w zremisowanym 1:1 towarzyskim spotkaniu z jedną z kuwejckich drużyn.